# Begijnhuisje
Het museum Begijnhuisje maakt deel uit van het Brugse begijnhof. Het Begijnhuisje is een woning bestaande uit een voor- en achterhuis voor 1 of 2 begijnen uit de 17e eeuw. Aan de zuidzijde van het huis is een binnentuintje dat stamt uit de jaren 1930. In 1997 heeft er een restauratie plaatsgevonden.
In het Begijnhuisje werd een beeld opgehangen van de leefwereld van de vroegere begijnengemeenschap. Er zijn onder andere schilderijen, 17e- en 18e-eeuws meubilair en kantwerk te bezichtigen. In een nis is een tafereel van bijbeltegels te bezichtigen.

## Galerij

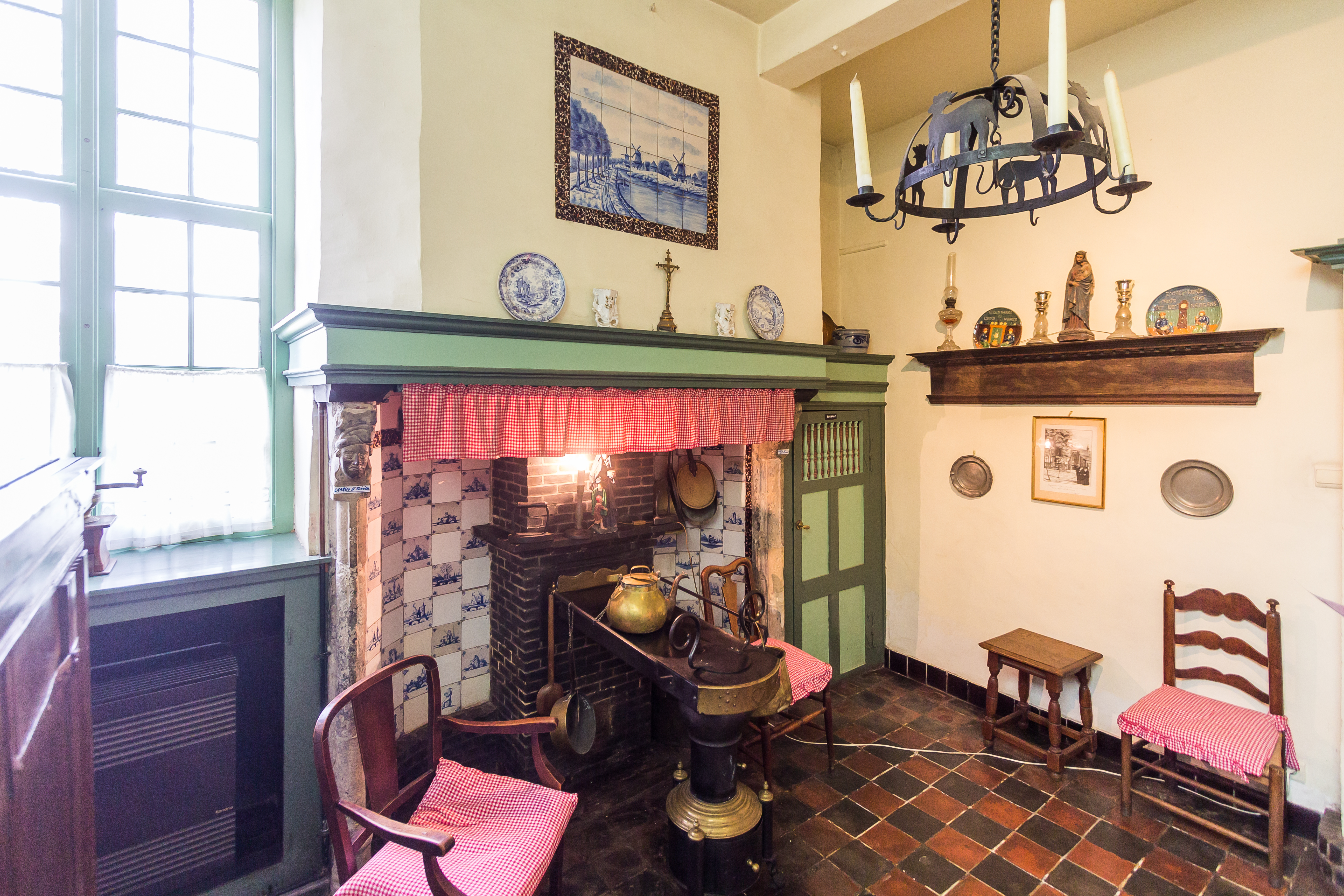
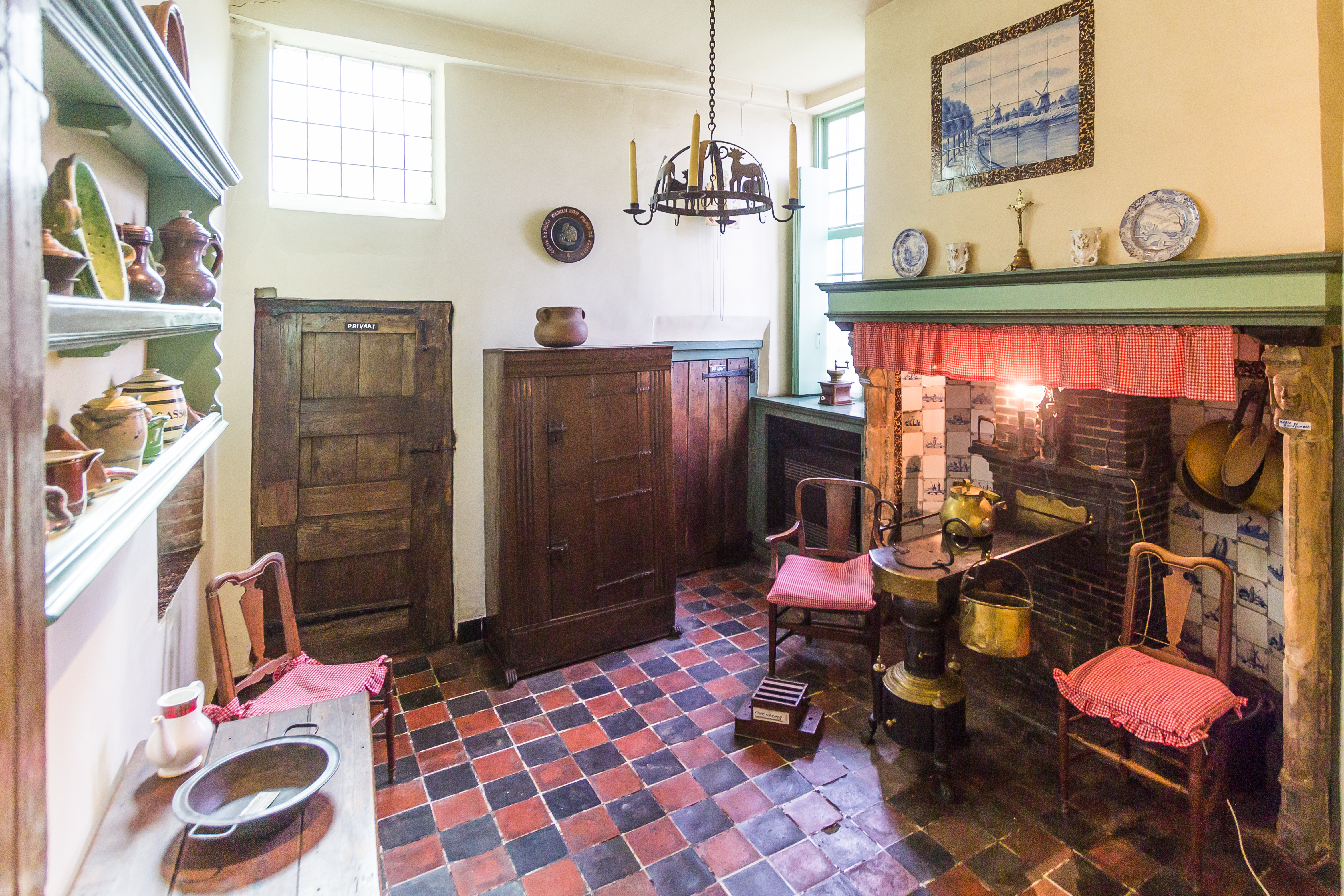
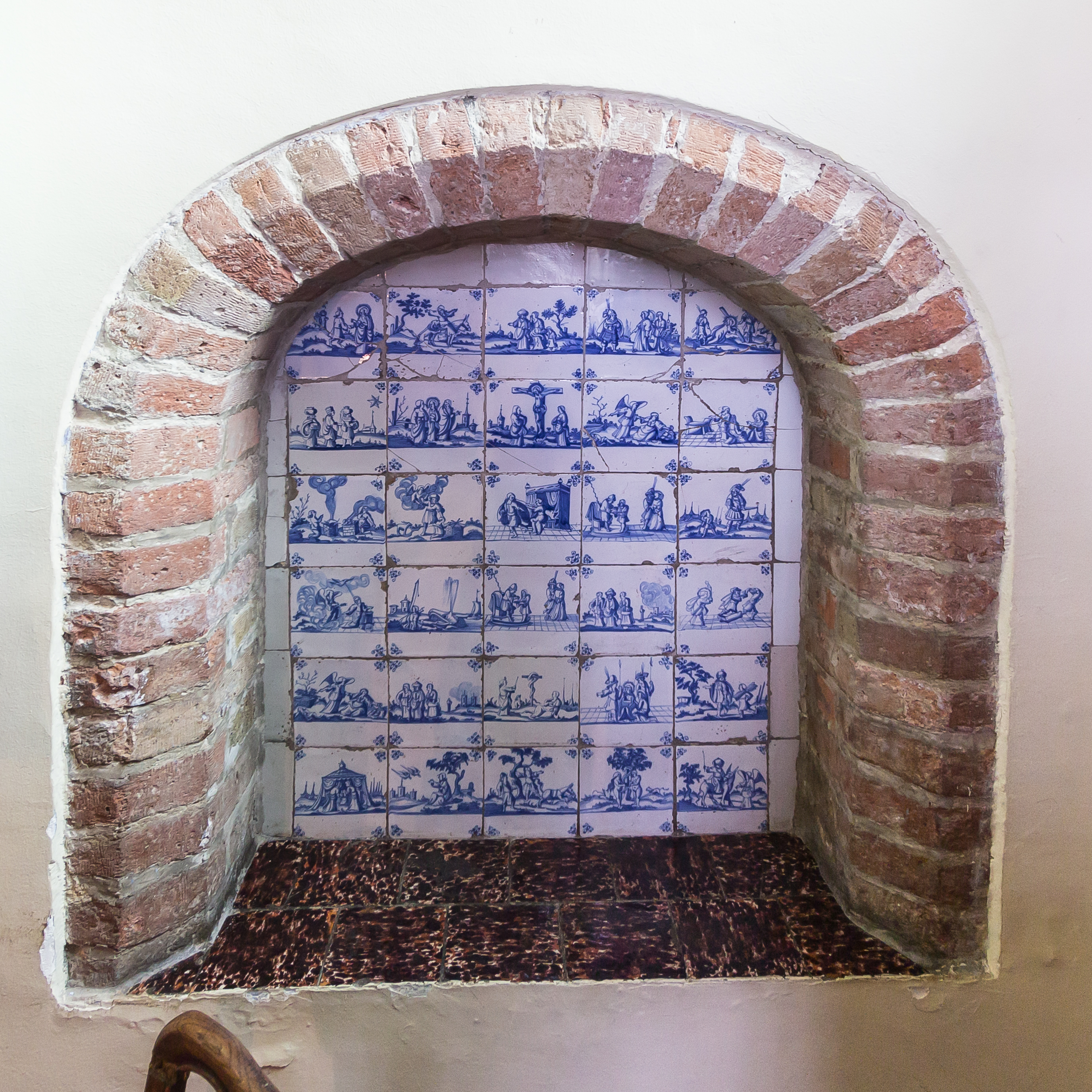
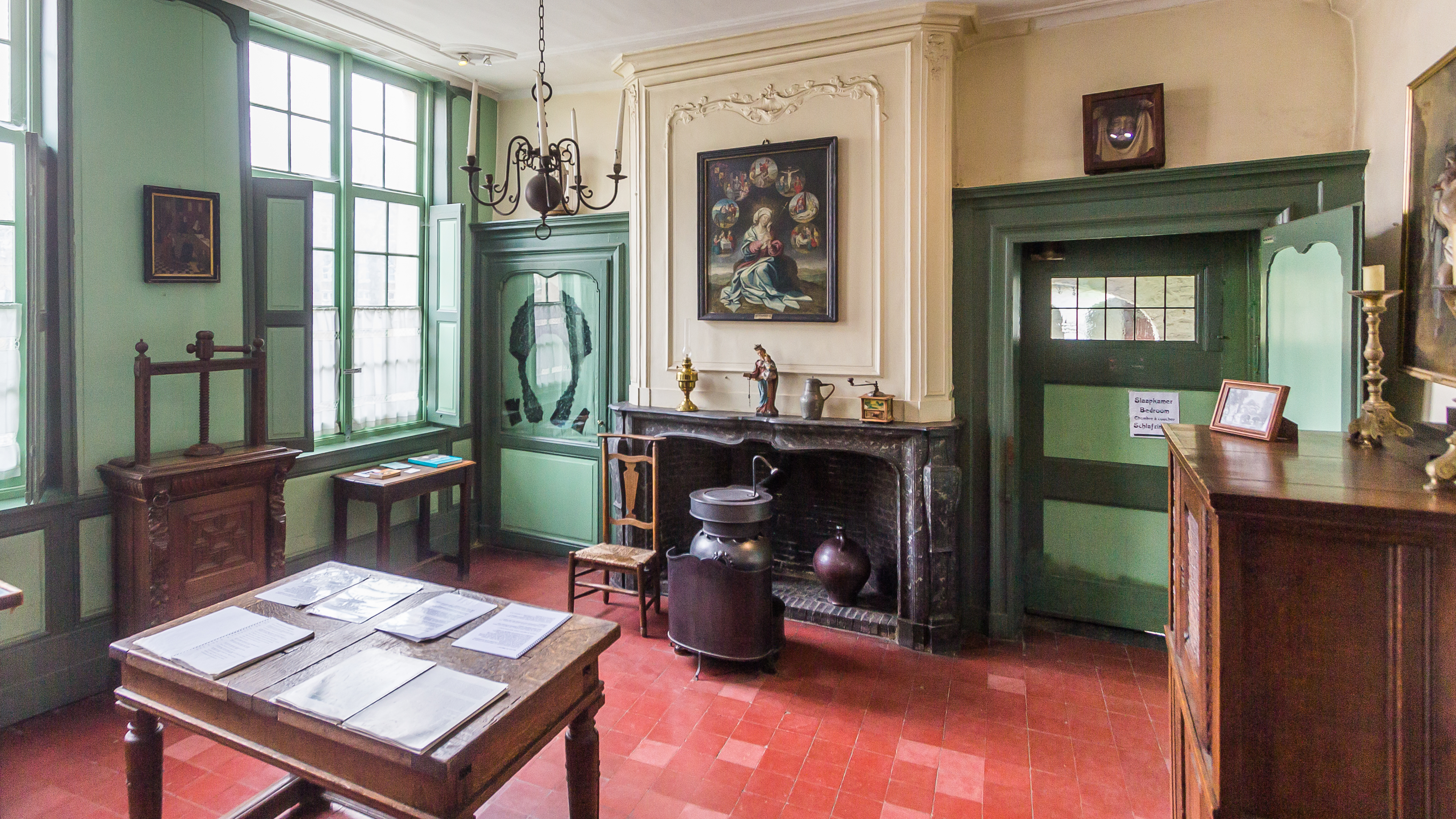
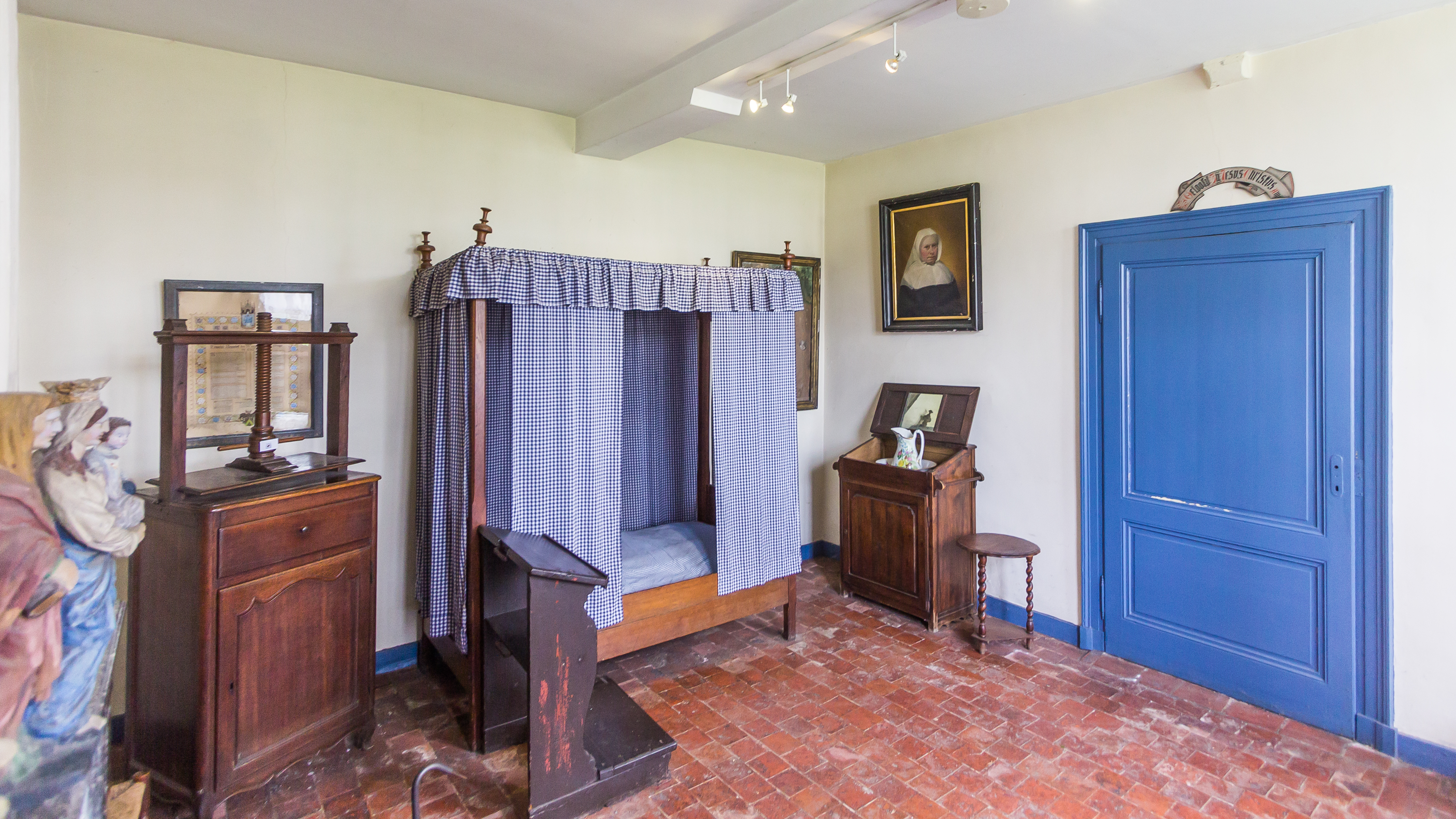
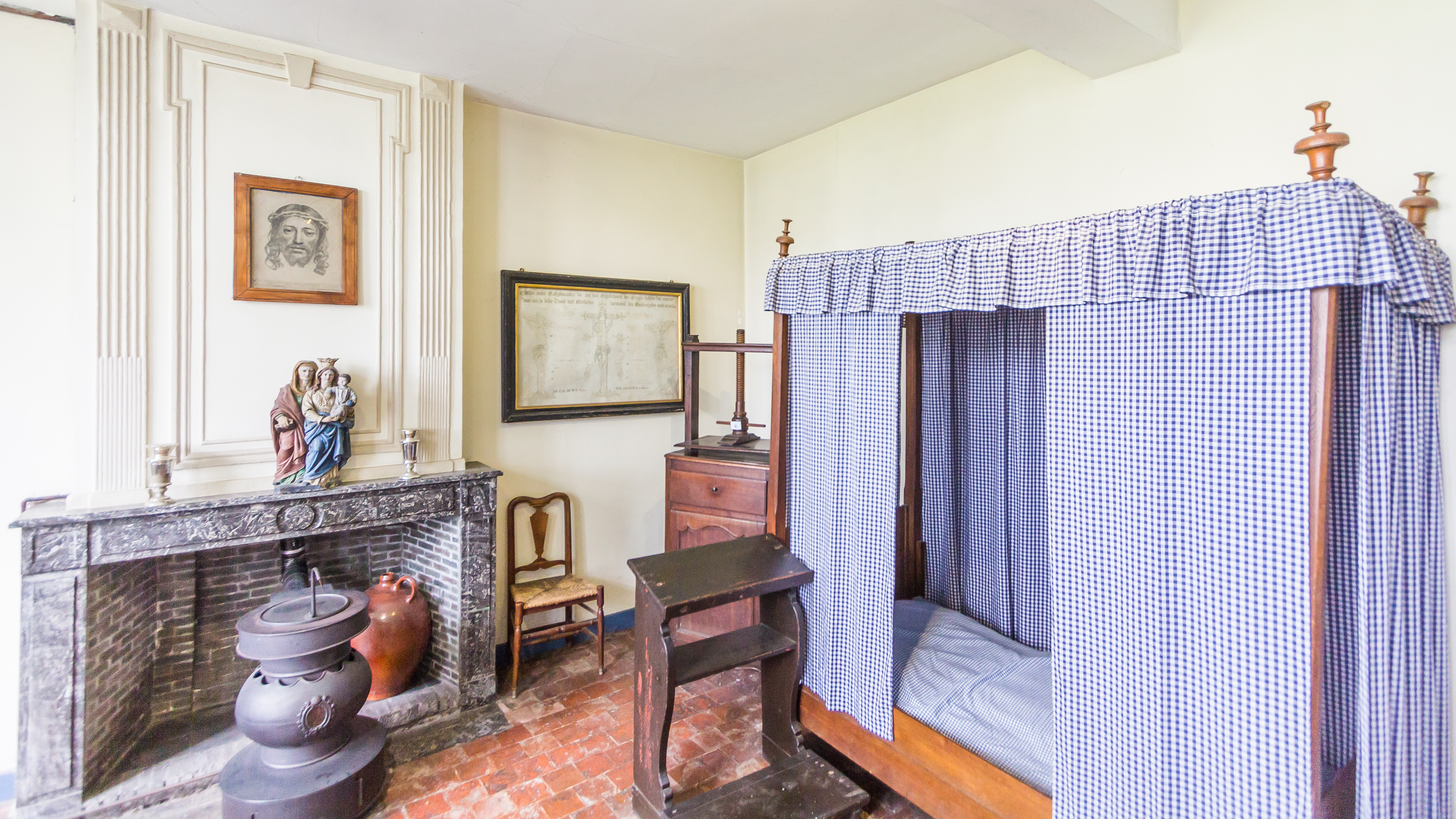
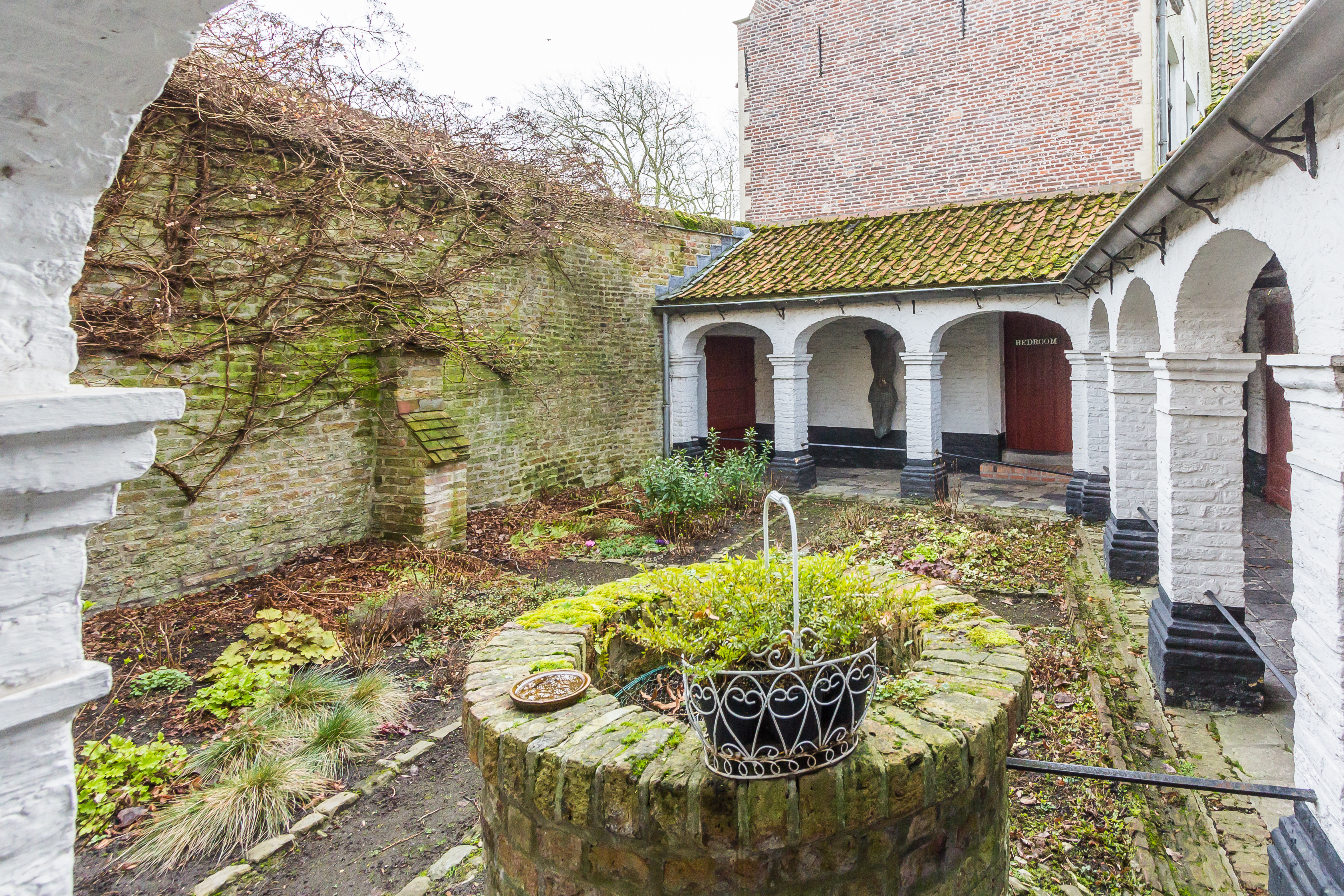